# Касторф (Лауэнбург)
Касторф (нем. Kastorf) — община в Германии, в земле Шлезвиг-Гольштейн.
Входит в состав района Герцогство Лауэнбург. Подчиняется управлению Беркентин. Население составляет 1190 человек (на 31 декабря 2010 года).
Занимает площадь 6,9 км².